# Tongues (Veni Domine)
Tongues è un album in studio del gruppo musicale Veni Domine, pubblicato nel 2007 dalla MCM Music.

## Tracce
1. October – 7:39
2. Scream – 4:33
3. The Bell of a Thousand Years – 5:06
4. The Rider on the White Horse – 5:22
5. Two Times – 4:22
6. Bless My Pain – 4:25
7. Stay with Me – 4:09
8. You Leave Me Cold – 5:37
9. Tree of Life – 9:45
10. Tongues – 16:27

## Formazione
- Fredrik Sjöholm - voce
- Torbjörn Weinesjö - chitarra, basso, tastiera
- Thomas Weinesjö - batteria